# دریاچه‌های کابان
دریاچه‌های کابان (انگلیسی: Kaban Lakes) گروهی از دریاچه‌ها در تاتارستان کشور روسیه است.